# Taverniera
Genre
Taverniera est un genre de plantes à fleurs dicotylédones de la famille des Fabaceae, sous-famille des Faboideae, originaire d'Afrique et d'Asie, qui compte une quinzaine d'espèces acceptées.

## Liste d'espèces
Selon The Plant List (2 octobre 2018) :
- Taverniera abyssinica A.Rich.
- Taverniera aegyptiaca Boiss.
- Taverniera albida Thulin
- Taverniera brevialata Thulin
- Taverniera cuneifolia (Roth) Ali
- Taverniera diffusa (Cambess.) Thulin
- Taverniera echinata Mozaff.
- Taverniera glauca Edgew.
- Taverniera lappacea (Forssk.) DC.
- Taverniera longisetosa Thulin
- Taverniera multinoda Thulin
- Taverniera nummularia DC.
- Taverniera oligantha (Franch.) Thulin
- Taverniera schimperi Jaub. & Spach
- Taverniera sericophylla Balf.f.
- Taverniera spartea (Burm.f.) DC.